# داف دراک
داف دراک (هلندی: Daaf Drok؛ ۲۳ مهٔ ۱۹۱۴ – ۷ مارس ۲۰۰۲) یک بازیکن فوتبال اهل هلند بوده است.تعداد بازی ها و گل ها فقط مربوط به بازی های لیگ داخلی است.
وی همچنین در تیم ملی فوتبال هلند بازی کرده است.

## تیم ملی
وی همچنین در تیم ملی فوتبال هلند بازی کرده است.